# 요람

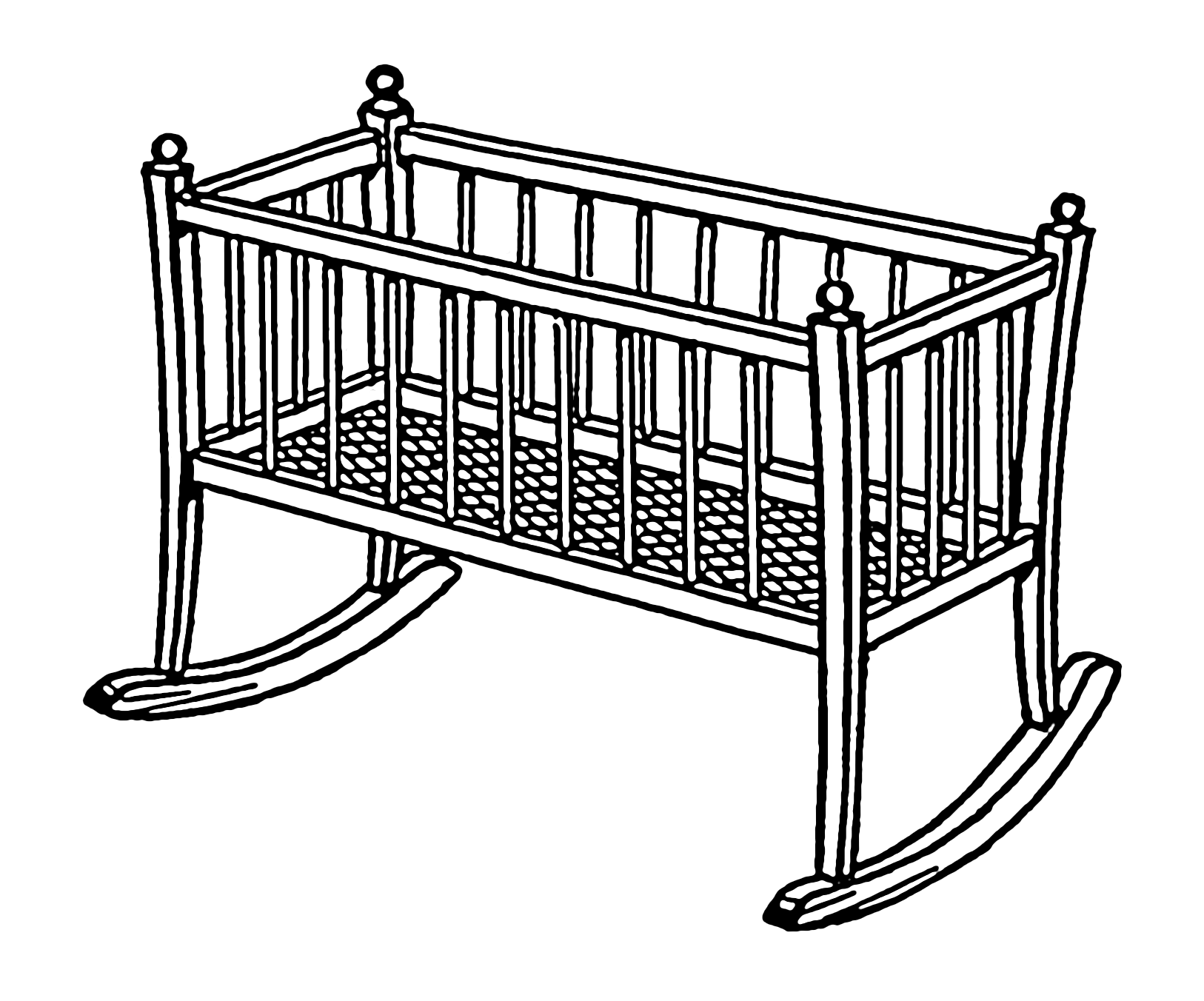

요람(搖籃, cradle)은 젖먹이를 태우고 흔들어 놀게 하거나 잠재우는 물건이다. 주로 작은 채롱처럼 된 것을 이른다.
요람은 흔들리지만 움직이지 않는 유아용 침대로 잘알려져있다.  바퀴가 달린 독립형 다리에 바구니 모양의 용기인 전형적인 요람과 다르다. 기원79년 베수비오산의 분화에 의해 도시의 파괴로부터 남겨진 헤르쿨라네움(Herculaneum)의 유적에서 탄화된 요람이 발견되었다.

## 같이 보기
- 버러스 프레더릭 스키너